# 阿西纳斯
阿西纳斯，是西班牙卡斯蒂利亚-莱昂布尔戈斯省的一个市镇。总面积8平方公里，总人口205人（2001年），人口密度26人/平方公里。